# XP-46 (航空機)
XP-46
- 用途：戦闘機
- 設計者：ドノヴァン・バーリン
- 製造者：カーチス・ライト
- 運用者：アメリカ陸軍航空隊
- 初飛行：1941年2月15日
- 生産数：2機

XP-46は、1930年代から1940年代にかけて、アメリカ合衆国で開発されていた戦闘機である。2機が試作されたが、量産はなされなかった。

## 概要
1939年にカーチス社は、アメリカ陸軍航空隊に P-40の後継機として、新たに開発されたアリソンV-1710-39エンジン搭載した機体を提案した。結果9月29日に2機の発注を受け、最大速度660km/hを志向した。
この機体は、陸軍航空隊より発注を受け、XP-46Aの名称が与えられた。シリアルNoは40-3053~54。1941年2月15日に初飛行を行っている。しかし軍の要求により自動防漏タンクや防弾装備を追加設計させられたが為に予定重量をオーバーし所定の計画値をクリアできなかった。自動前縁スラットや翼内に8丁の機銃を搭載していたのが特徴的である。
試験の結果、P-40を凌駕出来ず、特にP-40Dは同じくV-1710-39エンジンを搭載していたこともあって、採用に至らなかった。

## 要目
- 全長： 9.65 m
- 全幅： 10.45 m
- 翼面積： 19.30 m2
- 最大速度： 517 km
- 乗員： 1名
- エンジン： アリソンV-1710-39（1,150馬力）1基
- 最高速度： 571 km/h
- 航続距離： 523 km
- 上昇限度： 9,000 m
- 武装： 機銃 12.7 mm × 2 / 7.7 mm × 8